# Serino
Serino, ou par erreur Serine, est une commune de la province d'Avellino en Campanie (Italie). Le village est situé dans la zone sismique d'Irpinia.  Il a connu, immédiatement après le tremblement de terre, une diminution de sa population et une forte émigration vers le Nord de l'Italie mais également vers la Belgique, l'Allemagne, l'Amérique du Nord et l'Amérique du Sud.

## Géographie
Serino est proche du mont Terminio (1 786 m).
Le lieu-dit « Bouche des Dragone », un exemple de phénomène karstique à 670 m d'altitude, constitue une des dolines qui acheminent les eaux souterraines vers les sources de Serino.

## Économie
Serino est connue pour sa production de noisettes et de châtaignes.

## Personnalités liées à Serino
- Francesco Solimena (1657 - 1747), peintre et architecte.

## Administration
| Période                                  | Période  | Identité       | Étiquette       | Qualité |
| ---------------------------------------- | -------- | -------------- | --------------- | ------- |
| 30 mai 2006                              | En cours | Gaetano De Feo | Centro-Sinistra |         |
| Les données manquantes sont à compléter. |          |                |                 |         |

### Hameaux
San Giuseppe, San Biagio, Strada, Grimaldi, San Sossio, Troiani, Guanni, Casancino, Ribottoli, San Gaetano, Fontanelle, Sala, Doganavecchia, Raiano, San Giacomo, Ponte, Ferrari, Cretazzo, Pescarole, Canale, Toppole, Ogliara

### Communes limitrophes
Aiello del Sabato, Calvanico, Giffoni Valle Piana, Montella, San Michele di Serino, Santa Lucia di Serino, Santo Stefano del Sole, Solofra, Volturara Irpina